# 3084 Kondratyuk
A 3084 Kondratyuk (ideiglenes jelöléssel 1977 QB1) a Naprendszer kisbolygóövében található aszteroida. Nyikolaj Sztyepanovics Csernih fedezte fel 1977. augusztus 19-én.